# یوزف پوتینگر
یوزف پوتینگر (انگلیسی: Josef Pöttinger؛ ۱۶ آوریل ۱۹۰۳ – ۹ سپتامبر ۱۹۷۰) یک بازیکن فوتبال اهل آلمان بود.
از باشگاه‌هایی که در آن بازی کرده‌است می‌توان به بایرن مونیخ و تیم ملی فوتبال آلمان اشاره کرد.